# Karin Reinhardt
Karin Reinhardt Carramiñana (n. 4 de octubre de 1972), es una profesora de educación física y ex seleccionada nacional de hockey patines chilena. Fue una de las promotoras y pioneras de la constitución de una rama femenina de hockey patines para Chile en 1994, y en la formación de la selección nacional femenina en 2002. Con este precedente, fue campeona mundial en la disciplina, al obtener el Campeonato Mundial de Hockey Patines de 2006 con la selección. Dejó definitivamente la competitividad en 2013, y desde 2010 se ha desempeñado como coordinadora de programas de hockey patín para el crecimiento deportivo en infantes de comunas vulnerables de Santiago de Chile. Karin es también esposa del entrenador nacional de hockey patines femenino, Rodrigo Quintanilla, con quien precisamente se obtuvo el campeonato mundial.

## Palmarés

### Torneos nacionales
| Título                    | Club                 | País  | Año  |
| ------------------------- | -------------------- | ----- | ---- |
| Liga Nacional de Apertura | Universidad de Chile | Chile | 2004 |
| Liga Nacional de Clausura | Universidad de Chile | Chile | 2004 |
| Liga Nacional de Apertura | Universidad de Chile | Chile | 2005 |
| Liga Nacional de Clausura | Universidad de Chile | Chile | 2005 |
| Liga Nacional de Apertura | Universidad de Chile | Chile | 2006 |
| Liga Nacional de Clausura | Universidad de Chile | Chile | 2006 |

### Torneos internacionales
| Título                    | Club               | País  | Año  |
| ------------------------- | ------------------ | ----- | ---- |
| Mundial de Hockey Patines | Selección de Chile | Chile | 2006 |